# Geilenkirchener Lehmplatte

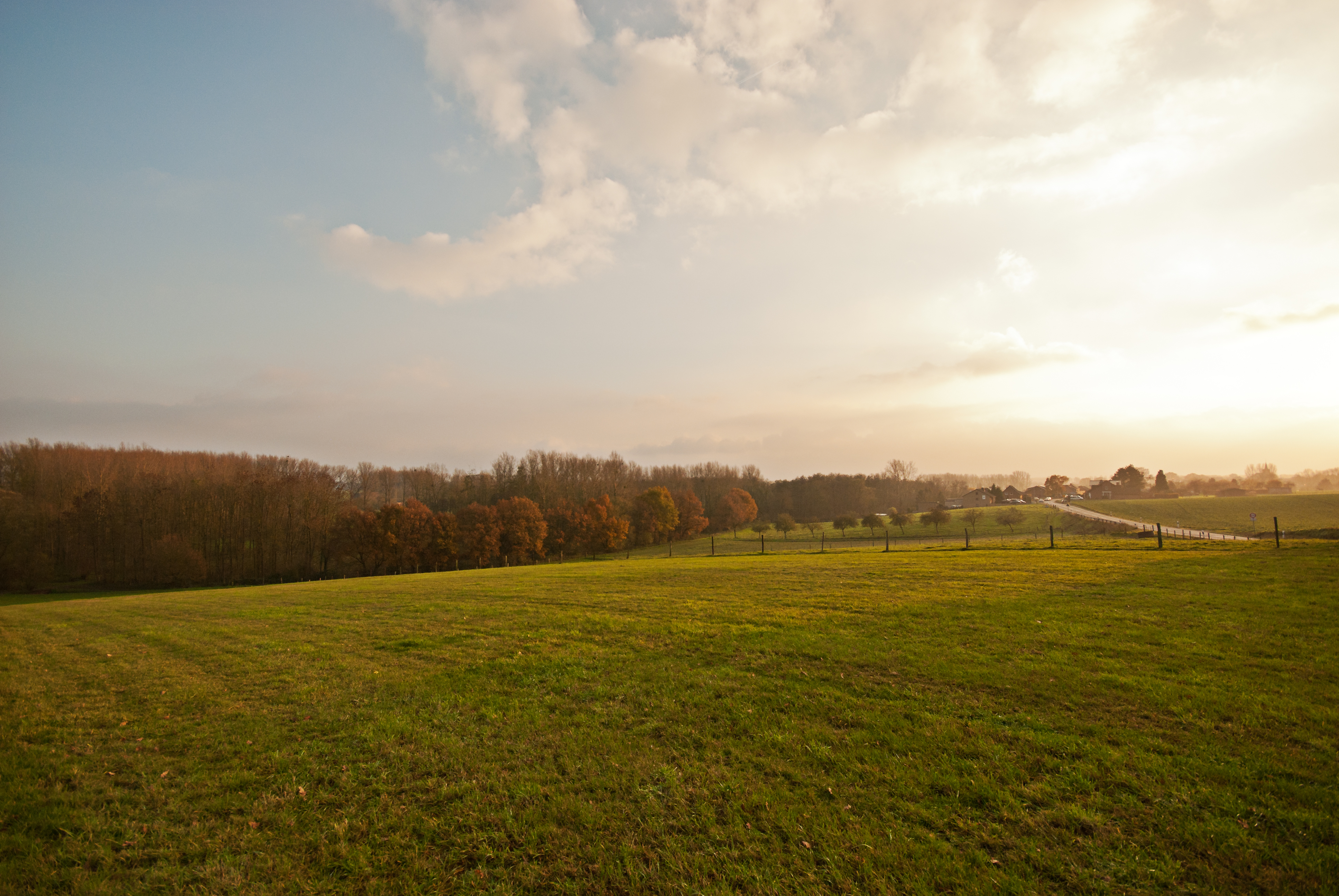
Afdaling van het plateau naar het Wormdal

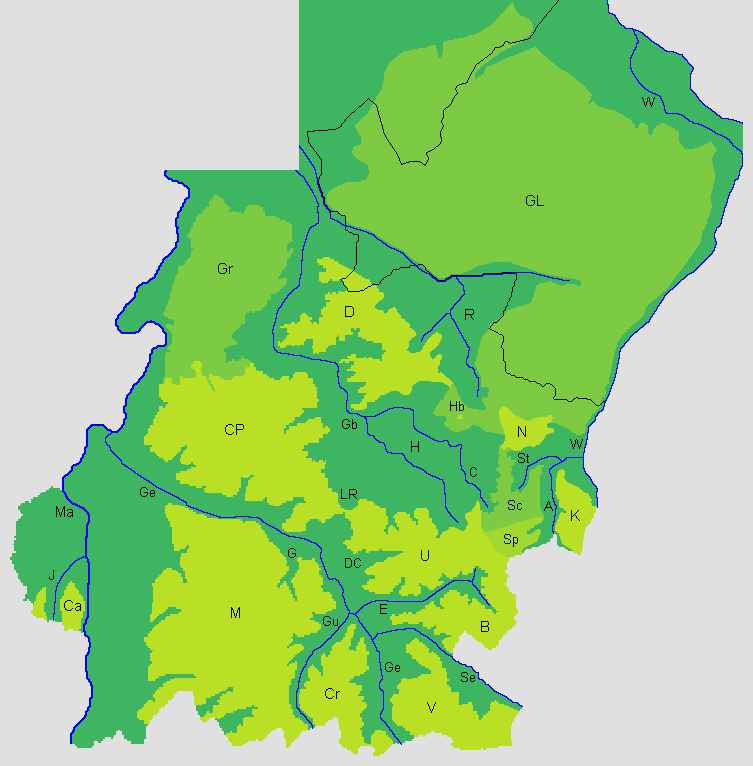
De plateaus van Nederlands Zuid-Limburg en het Geilenkirchener Lehmplatte (GL) rechtsboven.

De Geilenkirchener Lehmplatte (Nederlands, verouderd: Geelkerker leemplateau) is een plateau in de Duitse Kreis Heinsberg gelegen ten westen van de stad Geilenkirchen. Het is een golvende laagvlakte met een hoogte variërend van 55 tot 110 meter.

## Geografie
Het plateau is onderdeel van de Nederrijnse Laagvlakte en is een terrasvormig landschap, dat aan bijna alle zijden onderbroken wordt door laagten ontstaan door erosie van omliggende rivieren en beken. Het strekt zich uit van het Nederlandse Koningsbosch in het noorden, de stad Geilenkirchen in het oosten, Scherpenseel (gemeente Übach-Palenberg) in het zuiden en Havert (gemeente Selfkant) in het westen. In het noorden wordt het begrensd door de Roervlakte, in het oosten door het Wormdal met daarin de Worm, in het zuiden door het Plateau van Nieuwenhagen en in het westen door het Bekken van de Roode Beek. Aan de overzijde van het Bekken van de Roode Beek bevindt zich het Plateau van Doenrade.
Het gebied wordt gekenmerkt door een uitgestrekt, licht glooiend landschap bestaande uit voornamelijk landbouwgronden waarin verschillende lintdorpen zijn gelegen. Er zijn slechts weinig bosgebieden te vinden; die liggen voornamelijk in de laagten aan de randen. Het Hahnbusch bij Gillrath is een van de weinige aaneengesloten bossen op het plateau. Er is ook weinig oppervlaktewater te vinden; de voornaamste beken die op het plateau ontstaan zijn de Rodebach en de Saeffeler Bach die twee beekdalen vormen die het plateau doorsnijden. De bodem bestaat uit zand- en grindafzettingen die bedekt wordt door een circa twee meter dikke deklaag van leem.